# Ламойлл (Невада)
Ламойлл (англ. Lamoille) — переписна місцевість (CDP) в США, в окрузі Елко штату Невада. Населення — 130 осіб (2020).

## Географія
Ламойлл розташований за координатами 40°43′26″ пн. ш. 115°28′44″ зх. д. / 40.72389° пн. ш. 115.47889° зх. д. (40.723853, -115.478949).  За даними Бюро перепису населення США в 2010 році переписна місцевість мала площу 4,78 км², уся площа — суходіл.

## Демографія
Згідно з переписом 2010 року, у переписній місцевості мешкало 105 осіб у 53 домогосподарствах у складі 36 родин. Густота населення становила 22 особи/км².  Було 75 помешкань (16/км²).
Расовий склад населення:
| - 98,1 % — білих - 1,0 % — корінних американців - 1,0 % — азіатів |

До двох чи більше рас належало 0,0 %. Частка іспаномовних становила 0,0 % від усіх жителів.
За віковим діапазоном населення розподілялося таким чином: 15,2 % — особи молодші 18 років, 55,3 % — особи у віці 18—64 років, 29,5 % — особи у віці 65 років та старші. Медіана віку мешканця становила 55,5 року. На 100 осіб жіночої статі у переписній місцевості припадало 84,2 чоловіків;  на 100 жінок у віці від 18 років та старших — 85,4 чоловіків також старших 18 років.
Цивільне працевлаштоване населення становило 124 особи. Основні галузі зайнятості: мистецтво, розваги та відпочинок — 65,3 %, сільське господарство, лісництво, риболовля — 34,7 %.